# Horstschutzzone
Horstschutzzonen sind in Deutschland zum Schutz der Nester („Horste“) von Greif- und anderen Großvögeln ausgewiesene Bereiche. Der gesetzliche Rahmen zur Ausweisung der Horstschutzzonen unterscheidet sich von Bundesland zu Bundesland. In Brandenburg und Mecklenburg-Vorpommern enthalten die Naturschutzgesetze eigene Paragrafen zum Schutz von Horststandorten bzw. zur Ausweisung von Horstschutzzonen. In anderen Bundesländern werden solche Nester im Rahmen des allgemeinen Schutzes von Lebensstätten von besonders und streng geschützten Tier- und Pflanzenarten (§ 44 Abs. 1 Nr. 3 BNatSchG) geschützt.
Je nach zu schützender Art und den örtlichen Bedingungen sind die Größen der Schutzzonen und die jeweiligen Regelungen sehr unterschiedlich. Sie können unter anderem Betretungsverbote, das Verbot forstlicher Arbeiten oder ein Verbot der Jagdausübung beinhalten. Beispielsweise gibt es in Brandenburg Horstschutzregelungen für Adler, Wanderfalke, Weihen, Schwarzstorch, Kranich und Uhu. Im 100-m-Radius um die Nester dieser Arten ist die Fällung des Baumbestandes, im 300-m-Radius sind zwischen 1. Februar und 31. August land- und forstwirtschaftliche Arbeiten unter Maschineneinsatz verboten und im Umkreis von 500 m ist der Bau und die Nutzung jagdlicher Einrichtungen verboten. Für nicht im Wald brütende Arten wie die Weihen sowie bei Horsten von Kranichen und Fischadlern in der Feldflur gelten diese Verbote nur eingeschränkt.